# Hadogenes gunningi
Espèce
Hadogenes gunningi est une espèce de scorpions de la famille des Hormuridae.

## Distribution
Cette espèce est endémique d'Afrique du Sud. Elle se rencontre vers Tshwane.

## Description
La femelle holotype mesure 106 mm.

## Étymologie
Cette espèce est nommée en l'honneur de Jan Willem Boudewijn Gunning (1860-1913).

## Publication originale
- Purcell, 1899 : New South African scorpions in the collection of the South African Museum. Annals of the South African Museum, vol. 1, p. 433–438 (texte intégral)